# Ministerpresidenten
Ministerpresidenten är en svensk stumfilm från 1916 i regi av Georg af Klercker. 

## Handling
Jean Bazard (Carl Barcklind) och advokaten Alphonse Carrel (Arvid Hammarlund) är rivaler om den sköna Rose Legrange (Maja Cassel), men Bazard vinner hennes kärlek. Carrel har större lycka i sina skumma ekonomiska spekulationer tillsammans med bankiren Leroux (Manne Göthson), som är Roses morbror.

## Om filmen
Filmen premiärvisades 19 september 1916 på Biografen Sture i Stockholm.

## Rollista (i urval)
- Carl Barcklind – Jean Bazard, tidningsman och politiker
- Maja Cassel – Rose Legrange
- Manne Göthson – Leroux, bankir
- Arvid Hammarlund – Alphonse Carrel, advokat
- Mary Johnson – Gäst på bankirens soaré
- Siri Lundin – Gäst på bankirens soaré